# فارس بلا رأس

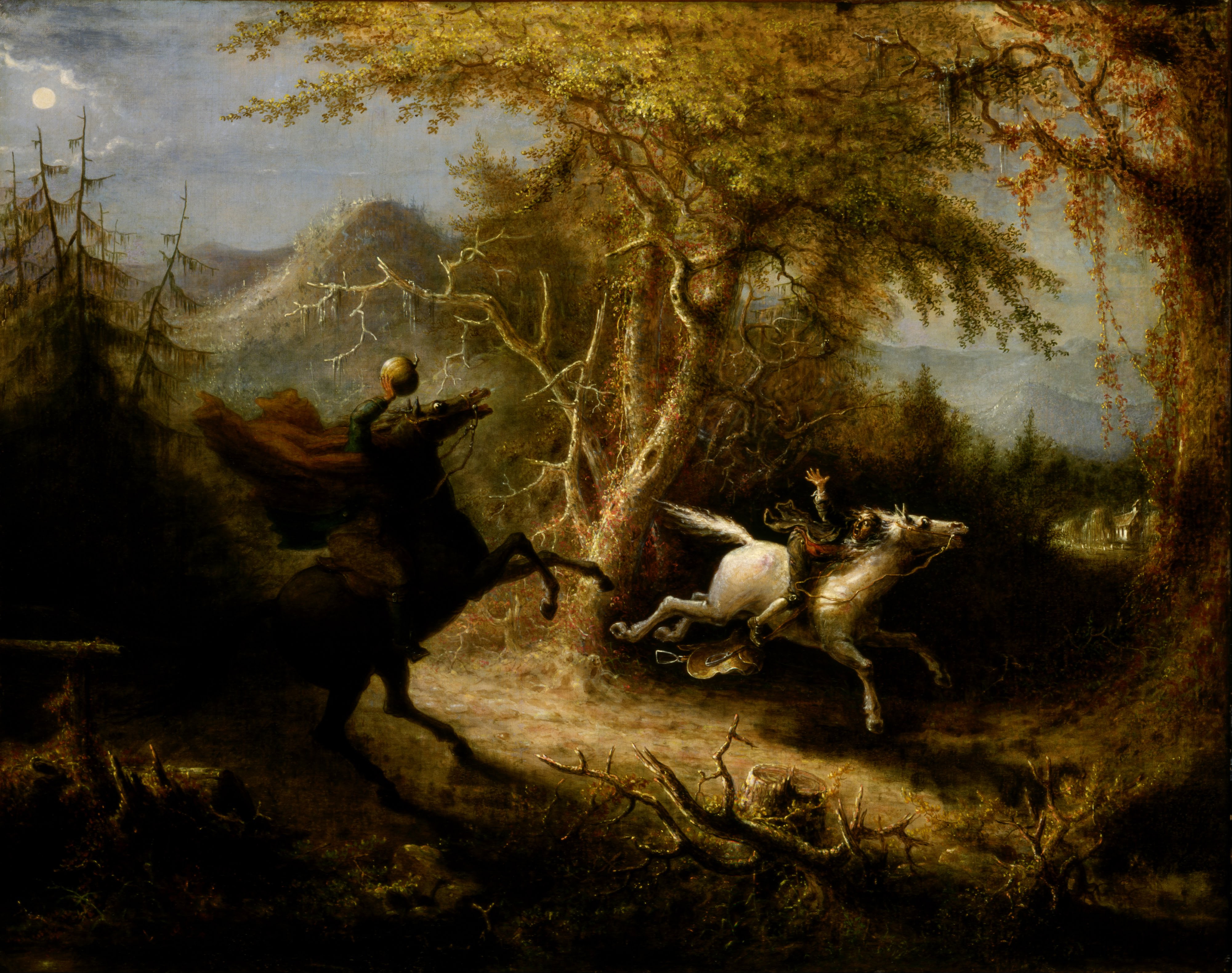

الفارس البلا رأس هو دالة (أدب) في التراث الشعبي الاوربي في العصور الوسطى.

## في التراثالكلتي
دولاهان الايرلندي أو دولاشان (الرجل المظلم) هو جني بلا رأس، يتجول عادة على حصانه الاسود ويحمل رأسه تحت ذراعه (أو يحمله عاليا ليرى لمساحة واسعة). يستخدم سوطا من العمود الفقري البشري، وحين يتوقف دولاهان عن التجوال يقع الموت. وحينما ينادي دولاهان باسم فإن صاحب الاسم يموت حيثما كان.في حكاية أخرى، يكون دولاهان سائق عربة سوداء بلا رأس ويشبه شخصية غان كان (تعني بلا رأس) يخاف ويهرب بعيدا عند ارتداء الذهب أو وضع واحد في طريقه.
أبرز الحكايات الاسكتلندية عن الفرسان بلا رؤوس تتعلق برجل يدعى إوين قُطع رأسه في معركة عشائرية في غلين سينر في جزيرة مول. المعركة لم تعطه فرصة ليكون زعيما. وكلا من إوين وحصانه مقطوعي الرأس في روايات مؤرقة عن مطارداته في منطقة.
السير جاوين والفارس الأخضر قصيدة من الأوساط الإنجليزية تنطوي على أسطورة قطع الرأس.

## في التراثالألماني
الاساطير الألمانية من الأخوان غريم (دويتشه ساغين) سردت حكايتان عن فارس بلا رأس تم رصده بأعينهم.
تحدث الحكاية الأولى في دريسدن في ولاية سكسونيا، حيث تخرج امرأة صباح الأحد لجمع اللوز من الغابة في مكان يسمى لوست واتيرز (المياه المفقودة), فتسمع صوت بوق الصيد وحين سمعته مجددا التفتت حولها ورأت رجلا بلا رأس يرتدي معطفا بلون رمادي ويمتطي حصانا رماديا.
وفي الحكاية الألمانية الثانية تقع احداثها في برونزويك في ولاية  سكسونيا السفلى، رجل بلا رأس يدعى «الصياد البري» يضرب بالبوق ليحذر الصيادين من عدم ركوب الخيل والتجوال في اليوم التالي لأنهم سيقعون في حادث.
في بعض النسخ الألمانية عن الفرسان مقطوعي الرأس تقول انه يسعى خلف مرتكبي جرائم القتل وفي حالات أخرى يكون لديه مجموعة من كلاب الصيد لها ألسنة من نار.

## في التراث الأمريكي
الفارس عديم الرأس هو شخصية خيالية من القصة القصيرة «أسطورة سليبي هولو» من تأليف المؤلف الأمريكي واشنطون إرفينغ. تنتمي القصة إلى مجموعة قصصية بعنوان  The Sketch Book of Geoffrey Crayon, Gent.
تبدأ أسطورة الفارس عديم الرأس في مدينة سليبي هولو في نيويورك خلال الحرب الثورية الأمريكية. تقول الأساطير الشعبية إن فارسًا كان جنديًا ألمانيًا في الجيش الأمريكي قد قُتل أثناء معركة السهول البيضاء عام 1776. قُطع رأس الفارس إثر مدفعية أمريكية، وتُركت بقية أشلاء رأسه في ساحة المعركة بينما قام زملاؤوه بحمل جثته بعيدًا. في نهاية المطاف دفنوه في مقبرة الكنيسة الهولندية القديمة في سليبي هولو، وفي كل ليلة هالوين يرتفع كالشبح الحاقد يسعى بشراسة خلف رأسه المفقود.

## في الثقافة الحالية

### القصص المصورة
سلسلة كتب القصص المصورة Chopper (الساطور) للكاتب مارتن شابيرو. تسري القصة في الزمن الحديث عن فارس بلا رأس يتميز بركوبة دراجة نارية خارجة عن القانون ليجمع ارواح المذنبين. الوحيدون القادرون على رؤيته هم من يستهلكون العقار الجديد والغريب «اكستاسي» (النشوة) حيث يطلق الحاسة السادسة ويفتح البوابة للحياة الآخرة.

### التلفاز
في حلقة  Kolchak: The Night Stalker بعنوان«الساطور» (بث البداية في 31 كانون الثاني 1975) يتميز راكب الدراجة النارية بأنه مقطوع الرأس ويشرع للانتقام لفقدان رأسه من عصابة راكبي الدراجات النارية المنافسين له بعد 20 عاما من اغتياله.
في مسلسل Midsomer Murders  حلقة بعنوان «السائق المظلم», عن قاتل يغوي كثيرا من الضحايا للموت بواسطة التنكر بهيئة فارس مقطوع الرأس من الاسطورة المحلية.

## انظر ايضًا
- دولاهان